# Glaucocharis cheesmani
Glaucocharis cheesmani là một loài bướm đêm trong họ Crambidae.